# Giuseppe Cornero
Giuseppe Cornero (Alessandria, 9 aprile 1812 – Rocca d'Arazzo, 15 dicembre 1895) è stato un avvocato e prefetto italiano.

## Biografia
Giuseppe Maria Cornero nacque ad Alessandria il 9 aprile 1812, in piena era napoleonica, figlio unico di Giovanni Battista Cornero e di Francesca Caselli.
Il padre era uno dei più distinti avvocati della Curia torinese e deputato del Regno di Sardegna. Era stato eletto nel collegio di Mombercelli già a partire dalla I legislatura iniziata l'8 maggio 1848, per arrivare alla IV legislatura. Rimase in carica sino alla data del decesso, avvenuto il 15 dicembre 1852.
La madre Francesca Caselli, nata ad Alessandria, morirà sedici anni dopo il marito Giovanni, il 27 aprile 1868 e verrà sepolta a Rocca.
Giuseppe seguì i genitori a Torino, dove frequentò gli studi classici e si laureò in giurisprudenza, con una tesi in latino. Il suo curriculum studi fu talmente brillante, che Vincenzo Gioberti (1801-1852), docente universitario, sacerdote, politico, esponente del pensiero filosofico del Risorgimento, volle assistere alla sua sessione di laurea.

### Dalla Giovine Italia all'ala riformista
Era vivo desiderio del padre che il figlio seguisse le sue stesse orme, ma il giovane Cornero era più attratto dagli studi filosofici e dai moti politici segreti: dapprima fu mazziniano e membro di Comitato della Giovine Italia a Torino, poi passò all'ala riformista, nelle file dei liberali progressisti. Vale a dire tra coloro che aspiravano ad una decisa ma pacifica trasformazione della società politica piemontese, nel rispetto dell'istituto monarchico.
Ebbe conoscenza diretta del Mazzini (1805-1872) che incontrò, per la prima volta, quando era esule in Svizzera, poi a Parigi e, infine, a Londra nei primi mesi del 1844. Amico di Giovanni Lanza (1810-1882) futuro uomo politico di rilievo, partecipò con lui alle vicende dell’Associazione Agraria Piemontese e all'incandescente congresso tenutosi a Casale Monferrato dal 30 agosto al 2 settembre 1847, che si trasformò in un evento rivoluzionario al grido di "Viva l'Italia libera e indipendente". "Non sono entrato a far parte della associazione" - aggiungeva Lanza a commento di quel famoso grido - "col solo scopo di migliorare la coltivazione dei cavoli". E scriveva più tardi, che quel congresso fu in Piemonte "il primo segnale e la prima spinta al Risorgimento italiano".
Inizialmente Cornero collaborò al periodico diretto da Lorenzo Valerio (1810-1865) "Letture popolari" che, la prima volta venne soppresso nel 1841, risorse poi col titolo "Letture di famiglia" e fu definitivamente chiuso nel 1847. Il Cornero così si esprimeva, ad esempio, sulla rigida divisione della società piemontese "Importa ripetere per la milionesima volta il lamento, che v'ha in Piemonte una dissociazione, una specie di differenza fra persone e persone e fra classi e classi, che ormai sono uniche in Europa, e funeste a tutti i progressi". Lorenzo Valerio all'attività di politico esponente della sinistra piemontese, affiancò quella di fondatore e direttore di giornali che svolsero un'intensa attività di sensibilizzazione a favore degli asili e della scolarizzazione di massa, quali pilastri necessari di una società industriale e progressista. Fu anche uno dei fondatori nel 1842 della citata Associazione Agraria e dell'asilo infantile di Agliè, nel canavese. A proposito dell'attività svolta a favore degli asili, Giuseppe Cornero e il padre Giovanni risultano nell'elenco degli azionisti della "Società per l'istituzione delle Scuole infantili e pel patrocinio degli alunni". Fondata nel 1839, aprì il primo asilo a Torino il 18 dicembre dello stesso anno, in via della Rocca. Presidente della società era Carlo Boncompagni (1804-1880), futuro Ministro dell'Istruzione nel 1848 e 1852 e il tesoriere era Camillo Benso conte di Cavour (1810-1861). In Italia il primo asilo fu aperto dall'Abate Ferrante Aporti (1791-1858) a Cremona nel 1828, in Piemonte il primo asilo fu quello di Rivarolo Canavese inaugurato nel 1837, voluto dal Sindaco e futuro Senatore Maurizio Farina (1804-1886) che aveva abbracciato la pedagogia dell'Aporti. Prima del 1837, negli Stati Sardi esistevano già asili per l'infanzia, come quello istituito a Torino nel 1836 da Giulia Colbert marchesa di Barolo (1785-1864), ma la loro funzione era esclusivamente quella di custodire i bambini. L'abate Ferrante Aporti teorizzava, invece, la nascita di istituti che avessero anche un fine educativo e istruttivo: iniziative di questo genere erano però mal viste dal Governo e considerate eccessivamente progressiste.
Cornero si interessò anche al settore vitivinicolo. Nel 1846 è, infatti, tra i membri della commissione che aveva il compito di proporre le basi per la costituzione di una "Società anonima per azioni per l'esportazione dei vini indigeni". Venne poi nominato componente di una seconda commissione, che aveva il mandato di provvedere alla formale costituzione della società stessa. Tale iniziativa, promossa in seno all'Associazione Agraria e approvata dal re Carlo Alberto, cadeva in un momento storico particolare che veniva così sottolineato dall'allora Ministro dell'Interno Francesco Luigi des Ambrois di Nevache (1807-1874) "Ma sarebbe soverchio l'accrescere la somma del prodotto del vino se non si aprono nuovi scali per esitarlo. Forse ancora più che a produr molto debbe volgersi l'attenzione a produr bene, e a rendere i nostri vini piacevoli, non solo pei nostri vicini delle altre provincie italiane, ma anche pei popoli più lontani, cui può convenire il compensare largamente le spese e le fatiche della coltura e quelle dei lunghi trasporti." E ancora "Pare che si avvicini anche pel nostro paese il tempo in cui l'industria vinifica possa alzarsi al grado d'una categoria speciale di manifattura e di commercio." A ciò si aggiungeva la contingenza legata al fatto che il Governo austriaco aveva raddoppiato "i rigori doganali che già da prima incagliavano i nostri vini all'uscire dal lato di Lombardia".
Il 26 gennaio 1848 a Torino, Cornero con Camillo Benso conte di Cavour e insieme ad un gruppo di moderati di sinistra, tra cui Giacomo Durando, Massimo Cordero di Montezemolo, Urbano Rattazzi e Giovanni Lanza, fondò il giornale "L'Opinione". Filomonarchico e moderatamente liberale, "L'Opinione" fu fedele interprete del pensiero di Cavour, che è riassunto nella testata del giornale stesso con i termini di nazionalità, progresso, monarcato, legalità.

### La I Guerra d'Indipendenza
Scoppiata la Prima Guerra d'Indipendenza nel marzo 1848, Cornero partì volontario con Lanza e combatté gli austriaci. Giunse dapprima a Novara, punto di raduno dei volontari, poi attraversato il Ticino con altri cinquecento ardimentosi raggiunse Milano, qualche ora dopo la partenza di Radetzky. Poi andò a Treviglio, Cremona, Brescia, Desenzano arrivando sino a Peschiera del Garda, dove si concluse la sua campagna bellica in compagnia dell'amico Lanza. Alle prime elezioni del Parlamento subalpino del 27 marzo 1848, fu eletto Deputato nel 2° collegio di Alessandria, dove gli aventi diritto al voto erano 268. Nel primo collegio fu eletto Urbano Rattazzi.
All'archivio dell'Istituto per la Storia del Risorgimento, c'è un manifesto, pubblicato nell'agosto 1848, a firma Cornero, nella sua qualità di Commissario Straordinario del Governo per l'organizzazione della Guardia Nazionale della Divisione Amministrativa di Alessandria. La costituzione di una milizia rispondeva alla necessità di creare una sorta di esercito del popolo che desse man forte, in caso di bisogno, al nucleo originario dell'esercito regolare: siamo, infatti, nei giorni successivi alla sconfitta di Custoza. Ecco il testo del manifesto.
I popoli non si fanno liberi e indipendenti se non con lunghe prove e grandi sacrificii. Iddio non concede la libertà e l'indipendenza se non a quei popoli che mostrano valore, forza e costanza da saperla poi conservare. Vedete i Greci: vedete gli Spagnuoli: vedete i Francesi: ei non raggiunsero quei due beni supremi se non dopo eroici sforzi. Noi non vi giungeremo altrimenti, o Concittadini! ma vi giungeremo certamente a quel modo.Ci scoraggieremo Noi al primo disastro ? ad un disastro dovuto non già a mancanza di valore e di coraggio, ma a soverchianza di truppe nemiche, ad inquietudine d'alcuni nostri Capi, che or saranno rimossi, al tradimento forse
No, per Dio! non mai! Il Re, il popolo, e l'esercito vivono e trionferanno. Il Re, il popolo, e l'esercito vogliono la libertà e l'indipendenza italiana e l'avranno. Ma a ciò son necessari coraggio, unione e sacrificio. È necessario che ogni Cittadino atto alle armi e non impedito da insormontabili ostacoli, venga, senza aspettare la chiamata a scriversi volontario fra i Militi che stanno per essere mobilizzati. Giungerà quanto prima gran quantità d'ami da fornire ogni uomo atto a portarle: essa giungerà certamente prima che l'ordinamento e la mobilizzazione della guardia sian compiuti. L'arrivo di numerosi rinforzi, e di un buon Generale da una vicina guerriera nazione è pure, secondo ogni probabilità, imminente
Coraggio adunque, o Concittadini! adoperiamoci: prepariamo valido sforzo, che dia tempo agli ajuti di arrivare, e ci mostri non inerti imploratori di soccorsi, ma bisognosi soltanto di cooperatori; degni delle recenti nostre Glorie, e del fraterno ajuto d'una nazione libera e gloriosa: che dimostri infine, che non è colpa del Piemonte se l'Italia non ha fatto da sé.
A maggiormente sollecitare l'ordinamento e la mobilizzazione della Milizia, a provvedere ad un tempo alla polizia interna , e a tutte le altre urgenze , si sta per cura del Sig. Intendente Generale, del Vice-Sindaco di questa Città e del sottoscritto, istituendo un Comitato di Difesa, dei cui membri sarà quanto prima pubblicato l'elenco.
Coraggio adunque, o Concittadini: attività e fiducia! Badate che chi semina il terrore fra voi o è un vile, o è un traditore
Alessandria 4 agosto 1848
GIUSEPPE CORNERO
Commissario Straordinario del Governo per la Divisione di Alessandria.»
L'esperienza di Cornero in qualità di Commissario ebbe termine il 15 ottobre 1848 e ne troviamo traccia in una lettera indirizzatagli dal Ministro dell'Interno Pier Dionigi Pinelli (1804-1852), conservata nell'archivio dell'Istituto per la Storia del Risorgimento. "Le relazioni che mi pervengono dalli Signori Intendenti Generali e Commissari Straordinari del Governo dimostrano che l'attuazione della Milizia nazionale e l'ordinamento dei corpi staccati procedono, tranne pochissime eccezioni, in modo assai soddisfacente, quindi io non potrei più a lungo far uso della facoltà anzidetta; d'altronde la maggior parte dei Signori Commissari essendo membri della Camera Elettiva è d'uopo rimuovere ogni qualsiasi ostacolo all'adempimento del mandato ad essi attribuito per Elezione. Per il che mi occorre partecipare alla S.V. Illustrissima che di lei incombenze come commissario straordinario del Governo dovranno aver termine con tutto il giorno decimo quinto del corrente ottobre, e che lo stesso debbesi dire riguardo a quelle persone che fossero state da lei delegate".
Ritornando al manifesto, la frase "Ci scoraggieremo Noi al primo disastro?" si riferisce alla citata sconfitta di Custoza, nella Prima Guerra d'Indipendenza, occorsa a fine luglio del 1848. Quando poi il Cornero parla di "inettitudine dei Capi", si riferisce alla controversa condotta di guerra dei Generali Eusebio Bava (1790 -1854) e Ettore Sonnaz (1787-1867) che contribuì alla sconfitta. Successivamente il Cornero fu confermato Deputato di Alessandria, nelle elezioni del gennaio e del luglio 1849. Nel maggio di quell'anno fece parte della ristretta delegazione che recò a Carlo Alberto (1798-1849), in esilio a Porto, l'indirizzo del Parlamento che esaltava il contributo del sovrano alla causa dell'indipendenza italiana.
Cornero fu poi Deputato di Mombercelli, subentrando al padre Giovan Battista, sino alla VII Legislatura. A partire dal 1852 e sino al 1856, fu anche Consigliere del Comune di Torino.

### La carriera prefettizia
Allo spirare del fatidico 1860, venne incaricato dal Ministro dell'Interno Luigi Carlo Farini (1812-1866) di recarsi come Commissario Straordinario nelle Calabrie, per acquisire notizie sulle condizioni e sui bisogni di quelle zone: missione delicata e non priva di rischi, anche personali. Nell'aprile del 1862 Rattazzi (1808-1873), Presidente del Consiglio e Ministro ad interim dell'Interno, lo volle Prefetto di Reggio Calabria (23 marzo 1862 - 30 agosto 1863) e Cornero lo fu proprio nei giorni drammatici del ferimento di Garibaldi (1807-1882) in Aspromonte.
Di grande interesse è la corrispondenza in quelle difficili settimane, tra i due personaggi alessandrini. (Rattazzi era nativo di Masio). Ai fini della storia locale, bisogna di ricordare che il soldato Michele Passarino di Santa Caterina di Rocca d'Arazzo, fu decorato con Medaglia di Bronzo, per essersi distinto durante la repressione del brigantaggio in Calabria, tra il 1861-65.
Dopo Reggio Calabria, Cornero andò Prefetto a Ravenna (30 agosto 1863 - 1 giugno 1865), provincia turbolenta per la forte presenza di mazziniani e garibaldini. Così il Cornero scriveva all'amico Lanza, Ministro dell'Interno: "Qui non v'è altro che stare attenti, coll'armi al braccio. ... A ogni modo sta certo che io non mi sgomento, né dormo". Dopo che Cornero ebbe lasciato l'incarico la situazione peggiorò ancora. In pochi mesi si contarono ben 64 omicidi, furono assassinati il Procuratore del re Cappa e il Prefetto generale Escoffier, quest'ultimo per mano di un Ispettore di polizia che aveva fatto trasferire. Vale la pena di soffermarsi sull'esperienza di Ravenna per un importante fatto storico. Durante i lavori di restauro e gli scavi nella zona del sepolcro di Dante, in occasione del sesto centenario dalla nascita, fu rinvenuta da due muratori una cassa che conteneva le ossa del Poeta. I resti erano stati tolti dal Tempietto del Morigia dai frati francescani, per timore che fossero trafugati dai fiorentini e, per questo, murati dietro una porta del loro convento. Per il ritrovamento delle ossa fu redatto un "ROGITO, fatto in Ravenna nelle ore 10 antimeridiane del giorno 27 maggio 1865 per solennemente certificare LO SCOPRIMENTO DELLE OSSA DEL DIVINO POETA". Tra le firme delle autorità presenti ritroviamo, quella di Giuseppe Cornero - Prefetto.
Poi venne la Prefettura di Bologna (1 giugno 1865 - 8 ottobre 1868), e qui altri problemi per le proteste, anche violente, contro la tassa sulla ricchezza mobile e la sospensione dall'insegnamento e dallo stipendio per due mesi e mezzo di tre docenti universitari, tra cui Giosuè Carducci (1835-1907), accusati di simpatie repubblicane. Il 6 dicembre 1868 arrivò la nomina a Senatore, mentre la sua carriera proseguiva a Siena (8 ottobre 1868 - 23 gennaio 1873), Pisa (23 gennaio 1873 - 2 marzo 1876), Livorno (2 marzo 1876 - 7 agosto 1881) e, infine, dal 1 novembre 1882 al 17 marzo 1889 a Piacenza. Prima di essere richiamato in servizio effettivo a Piacenza, il Cornero, dietro sua domanda, aveva trascorso più di un anno a Rocca "nella pace della famiglia e fra la quiete di questi ameni colli".
A Livorno, destinazione calda e considerata a rischio per la carriera prefettizia, l'agitazione repubblicana e garibaldina fu così forte da sfociare nell'accoltellamento del giornalista Giovanni Gino Dal Molin Ferenzona, avvenuto il 9 aprile 1880, reo di aver scritto a difesa della monarchia e autore di libelli contro Garibaldi. L'assassinio provocò impressione e lo stesso Garibaldi, che aprì una sottoscrizione a favore degli orfani dell'ucciso. Durante l'incarico a Livorno, sull'isola di Capraia, nell'ambito della istituzione della Colonia Agricola Penale, composta da quattro distaccamenti detti diramazioni, il Cornero fece costruire una strada che gli venne poi dedicata e che porta alla diramazione di Aghiale. Negli anni rimase salda l'amicizia con Giovanni Lanza: in privato Cornero lo appellava "sor Giovanni" e "antico amico" e "compagno d'armi". Ricorrente l'invito a "centellinare due chiacchiere come ai nostri bei tempi" o a "mangiare una zuppa".
Cornero lasciò il servizio, come Prefetto di Piacenza, all'età di 77 anni. Nella "Gazzetta Ufficiale del Regno d'Italia" n. 112 del 10 maggio 1889, sezione "Disposizioni fatte nel personale dipendente dal Ministero dell'Interno" troviamo che "Con RR decreti del 17.3.1889 … Cornero comm. Avv. Giuseppe, Prefetto di prima classe della provincia di Piacenza, collocato in aspettativa per ragioni di servizio".

### Gli ultimi anni
Dal 1890 al 1894, nonostante l'età, era tornato ad occuparsi a tempo pieno di Rocca d'Arazzo in qualità di Sindaco: la prima esperienza risaliva al lontano 1840. Rivestì anche la carica di Consigliere Provinciale del Mandamento di Rocca e riuscì a mantenere la storica Pretura Mandamentale, nonostante ne fossero state soppresse ben 273, con il Regio Decreto del 9 novembre 1891 nº 669.
Giuseppe Cornero si spegnerà a ottantatré anni, il 15 dicembre 1895, ed è sepolto a Rocca accanto alla moglie Enrichetta. Il giorno dopo la morte venne commemorato in Senato con un discorso del Vicepresidente Marco Tabarrini (1818-1898). "Signori Senatori, adempio al penoso dovere di annunziare al Senato la morte del senatore Giuseppe Cornero avvenuta a Rocca d'Arazzo, in provincia d'Alessandria, il 15 di questo mese. La famiglia nel dare alla Presidenza del Senato la triste notizia, ha soggiunto che era volontà del senatore Cornero che al Senato si desse l'annunzio della sua morte, senza altre parole di commemorazione. Conformandomi alla volontà del compianto collega e seguendo le consuetudini della Presidenza in questi casi, aggiungerò soltanto che il senatore Cornero era nato in Alessandria il 24 aprile 1812; che fu deputato nelle prime sette legislature; che ebbe un seggio in Senato il 6 di dicembre 1868; che la sua lunga vita fu quella di sincero patriota, di cittadino operoso, di funzionario intelligente ed integro".
(Nel discorso viene citata come data di nascita il 24 aprile. Nel libro è riportato il 9 aprile: data che si trova sia sulla tomba, sia nell'archivio storico della Camera dei Deputati). Nella seduta del Senato del 17 dicembre 1895 il senatore Maggiorino Ferraris (1856-1929), nativo di Acqui Terme, prese la parola in ricordo di Cornero.
"Dolente di non aver udito ieri la notizia della morte del senatore Cornero, non credo di mancare all'ultima volontà del defunto di non voler commemorazioni, ricordando che il Cornero era uno dei quattro superstiti della prima legislatura del Parlamento subalpino e che ebbe sempre vivo l'amore di patria".
VALGA IL NOME DEL

SENATORE GIUSEPPE CORNERO

SCRITTO PER DECRETO DEL COMUNE

SU QUESTA SUA CASA

OVE MORI' IL 15 DICEMBRE 1895

A TENER VIVO NEI SUOI CONCITTADINI

L'AMORE DELLA PATRIA

PER LA REDENZIONE E GRANDEZZA DELLA QUALE

FIN DAI PRIMI E AUDACI MOVIMENTI

VERSO L'UNITA' NAZIONALE

EGLI SOFFRI' ED OPERO' SEMPRE

VIRTUOSAMENTE E FORTEMENTE

20 SETTEMBRE 1896
La lapide inaugurata il 20 settembre 1896, a meno di un anno dalla morte, riporta impresse le parole dedicategli da Isidoro Del Lungo (1841-1927) scrittore, poeta, critico letterario, membro dell'Accademia della Crusca e Senatore dal 1906. Nell'occasione, lo storico Segretario comunale Carlo Artuffo, in carica dal 1867 al 1904, pronunciò il discorso di commemorazione a nome del Municipio di Rocca d'Arazzo.
Dallo stesso discorso, riprendiamo la descrizione di alcuni tratti comportamentali del Senatore Cornero. 
Anche lo scrittore, giornalista e politico Vittorio Bersezio (1828-1900) nei suoi volumi dedicati al Regno di Vittorio Emanuele II, mette in risalto le qualità diplomatiche e relazionali del Cornero. 
Il conte Giovanni Riccardi, ne tratteggia un profilo nel suo libro sulla storia di Rocca, pubblicato nel 1925.
Sindaco, Deputato, Prefetto, Senatore… tutta la sua carriera può essere sintetizzata nelle parole che Isidoro del Lungo dettò per la lapide posta a cura del Comune sulla sua casa.»

### La famiglia
La moglie Enrichetta (Torino, 19 gennaio 1820 - Rocca, 25 maggio 1894) si era spenta l'anno prima. In una lettera del 16 luglio 1894 indirizzata all'amico Domenico Farini (1834-1900), all'epoca Presidente del Senato, il Cornero, facendo riferimento alle condoglianze che il Farini stesso gli aveva inviato, parla del fatto che alla sventura grande della perdita della moglie si aggiunge la solitudine che si può interrompere, se non a sbalzi, perché le due figliuole (Francesca e Sofia) sono vincolate da doveri famigliari, per cui nessuna delle due può stabilirsi con lui. E, da parte sua, il Cornero non se la sente di lasciare il suo ritiro a causa dei suoi acciacchi e della sua "grandissima vecchiaia".
Su Enrichetta Caldani ci sono notizie nel romanzo storico, pubblicato nel 1967, Noi credevamo di Anna Banti (1895-1985) (pseudonimo di Lucia Lopresti). Il libro racconta le memorie e le disillusioni di don Domenico Lopresti, patriota e gentiluomo calabrese, ricalcato sulla figura del nonno paterno della Banti che partecipò al Risorgimento. I fatti sono riferiti all'epoca in cui il Cornero era stato nominato Prefetto a Reggio Calabria e la moglie lo aveva seguito in questo incarico. "In pochi mesi il Prefetto aveva saputo guadagnarsi, fra i popolani reggini, simpatia e ossequio. Un vero galantuomo, dicevano, ma anche consigliato bene dalla moglie che, sebbene straniera, conosceva e amava molto il nostro paese. Signora che non godeva di buona salute e usciva raramente di casa".
"Il Cornero parlava bene di lei con profondo rispetto: una donna di intelligenza e di cultura eccezionali che prima di sposarsi aveva vissuto lungamente in Calabria e ammirava il carattere dei calabresi". Lo stesso Cornero, nel libro, dice "È per lei che sono venuto quaggiù, il clima del Piemonte non le si confaceva. Qui è rifiorita e sebbene io patisca la nostalgia delle mie Alpi, sono ormai troppo innamorato di quest'aria per desiderare di distaccarmene".
Prendendo spunto dal romanzo Noi credevamo, è stata tratta la sceneggiatura dell'omonimo film, uscito nel novembre 2010, diretto da Mario Martone, restituendo notorietà all'opera e alla Banti. Tra gli interpreti troviamo Toni Servillo, Luca Barbareschi, Luigi Lo Cascio e Luca Zingaretti. Il film però ricava dal libro solo due episodi: la prigionia a Montefusco e l'Aspromonte.